# Кевин Де Бройне
Кѐвин Де Бро̀йне (на нидерландски: Kevin De Bruyne, Произн. на нидерландски: [də ˈbrœynə]) е белгийски футболист. Играе за Наполи и е капитан на националния отбор по футбол на Белгия.

## Биография
Роден е на 28 юни 1991 г. в Дронген, община Гент, Източна Фландрия, Фламандски регион, Белгия. Де Бройне започва кариерата си в Генк, където е основен играч при спечелване на първото място в Белгийската про лига 2010/11. През 2012 се присъединява към Челси, където рядко влиза на терена и затова е даден под наем на Вердер Бремен. През 2014 попада в отбора на Волфсбург за 18 милиона паунда и през 2015 печели наградата Футболист на годината в Германия. По-късно същата година е закупен от Манчестър Сити за рекордните 55 милиона паунда.
Прави дебюта за националния отбор през 2010. Част е от състава на Белгия, достигнал до четвъртфиналите на Световното първенство по футбол 2014.

## Отличия

### Клубни
КРК Генк
- Белгийска Про Лига: 2010/11
- Купа на Белгия: 2008/09
- Суперкупа на Белгия: 2011

Волфсбург
- Купа на Германия: 2014/15
- Суперкупа на Германия: 2015

Манчестър Сити
- Висша лига: 2017/18, 2018/19, 2020/21, 2021/22, 2022/23, 2023/24
- ФА Къп: 2018/19, 2022/23
- Купа на лигата: 2015/16, 2017/18, 2018/19, 2019/20, 2020/21
- Къмюнити шийлд: 2018, 2019, 2024
- Шампионска лига: 2022/23
- Суперкупа на УЕФА: 2023
- Световно клубно първенство на ФИФА: 2023